# Copa de Portugal de waterpolo femenino
La Copa de Portugal de waterpolo femenino es la segunda competición más importante de waterpolo femenino entre clubes portugueses.

## Historial
Estos son los ganadores de la liga:
- 2009: Clube Fluvial Portuense
- 2008: Amadora
- 2007: Clube Fluvial Portuense
- 2006: Clube Fluvial Portuense